# Zánkay Gyula
Zánkay Gyula (Tard, 1847. – Kaposvár, 1896. május 21.) teológiai doktor, a lelkipásztorkodás, erkölcshitelemzés és felsőbb neveléstan rendes tanára és zsinati vizsgáló.

## Élete
Zánkay Zsigmond megyei alszámvevő és Pozsgay Mária fiaként született. Felszenteltetvén 1873-ban, káplán volt Bécsben; 1874-ben tanulmányi felügyelő a veszprémi papnevelő-intézetben, 1884-ben teológiai tanár ugyanott. Betegeskedése miatt nyugalmazott állapotban élt 1891-től Kaposvárt. 1896-ban hunyt el tüdőgyulladásban.

## Munkái
- Az egyházi gyógybüntetések; különös tekinlettel IX. Pius «Apostolicae Sedes» kezdetű constitutiójára. Koszorúzott pályamű. Veszprém. 1877.
- Fel a szívekkel. Veszprém, 1883.